# Poly(trimethyleentereftalaat)

structuurformule van poly(trimethyleentereftalaat)

Poly(trimethyleentereftalaat) (PTT), ook bekend als polypropyleentereftalaat (PPT), is een thermoplastisch synthetisch polyester, dat meer en meer toepassing vindt in de textielindustrie.
Het is een aromatisch-alifatisch polyester, geproduceerd door de reactie van het aromatische dicarbonzuur tereftaalzuur of een ester hiervan, met de alifatische diol 1,3-propaandiol (PDO).

## Chemische structuur
PTT behoort tot de groep van poly(alkyleentereftalaten), waarvan polyethyleentereftalaat (pet) de belangrijkste vertegenwoordiger is. Waar pet twee methyleengroepen in de polymeerketens heeft (-CH2-CH2-), zijn er dat bij PTT drie (-CH2-CH2-CH2-). Bij PBT (polybutyleentereftalaat) zijn dat er vier.
Het CAS-nummer van PTT is 26590-75-0.

## Geschiedenis
Deze poly(alkyleentereftalaten) werden in de jaren 1940 geoctrooieerd door John R. Whinfield en James T. Dixon van de Calico Printers Association in Groot-Brittannië. De octrooirechten werden verkocht aan ICI en DuPont. In tegenstelling tot pet, werd PTT lange tijd niet commercieel geproduceerd, omdat er geen economisch gunstige productiemethode voor 1,3-propaandiol voorhanden was.
Dat veranderde in de jaren 1990, toen Shell een productieproces voor 1,3-propaandiol ontwikkelde gebaseerd op de hydroformylering van etheenoxide, en Degussa een ander proces uitgaande van acroleïne; DuPont ontwikkelde een biotechnologische route voor de productie van PDO uit hernieuwbare grondstoffen, door fermentatie met behulp van bepaalde bacteriën.
Rond 2000 kwam Shell dan met een PTT-vezel op de markt onder de naam Corterra; DuPont volgde met Sorona.

## Productie van PTT[2]
PPT wordt geproduceerd door de reactie van het aromatische dicarbonzuur tereftaalzuur of dimethyltereftalaat, met de alifatische diol 1,3-propaandiol (PDO). De reactie met tereftaalzuut is een polycondensatie en de reactie met dimethyltereftalaat is een transesterificatie:
| Reactieschema van de PTT productie … | Reactieschema van de PTT productie … |
| ------------------------------------ | ------------------------------------ |
|                                      | … door polycondensatie.              |
|                                      | … door transesterificatie.           |

## Eigenschappen en toepassingen
Zoals de andere verwante polyesters is PTT een semikristallijn polymeer, met een goed bepaald smeltpunt (ongeveer 230°C). De glastemperatuur is 35 à 50°C. De dichtheid is ongeveer 1,35 kg/dm3. De kristalstructuur van PTT verschilt van die van pet of PBT: ze is spiraalvormig. De polymeerketen heeft een zigzagvorm; dat geeft aan vezels die uit PTT gesponnen zijn een zekere rekbaarheid en veerkracht. PTT-vezels zijn goed verfbaar, kleurvast, gemakkelijk te reinigen van vlekken, en voelen zacht aan. Dat maakt hen geschikt voor gebruik in stoffen, tapijten, kledij en non-woven textielmaterialen.
PTT kan ook gebruikt worden als alternatief voor andere thermoplastische kunststoffen zoals nylon in films of in speciale technische toepassingen (als zogenaamd engineering thermoplastic).
De Amerikaanse Federal Trade Commission heeft voor vezels uit PTT in 2009 de generieke naam triexta vastgesteld.